# Anwar al-Balkimi
Scheich Anwar al-Balkimi (arabisch أنور البلكيمي, DMG Anwar al-Balkīmī) ist ein ägyptischer Politiker. Er wurde bei den Parlamentswahlen 2011/2012 als Abgeordneter für die Partei des Lichts (Hizb al-Nur) in die Ägyptische Volksversammlung gewählt und schied im März 2012 angesichts eines drohenden Parteiausschlussverfahrens wieder aus.

## Politik
Al-Balkimi wurde im Dezember 2011 im Wahlkreis IV Minuf–Madinat as-Sadat–Sars al-Layyan im Gouvernement al-Minufiyya in die Volksversammlung gewählt. Nominiert war er als „Arbeiter“. Er bekam 83.163 Stimmen. Der Wahlkreis war der einzige auf Departmentebene, in dem ein Wahlbündnis zwischen der Freiheits- und Gerechtigkeitspartei und der Partei des Lichts existierte.
Al-Balkimi gab am 28. Februar 2012 an, dass er bei einem Überfall zusammengeschlagen und um 100.000 ägyptische Pfund (etwa 12.500 Euro) beraubt wurde. Dies bestätigte er auch in einem Fernsehinterview. In der Folge meldete sich der Direktor des Sheikh Zayed Hospitals, einer Kairoer Schönheitsklinik, und behauptete die Verletzungen im Gesicht von al-Balkimi stammten von einer Nasenoperation, die der Abgeordnete in seiner Klinik habe durchführen lassen. Daraufhin wurde ein Parteiausschlussverfahren eingeleitet und al-Balkimi trat am 5. März von seinem Abgeordnetenposten zurück. Auf Ersuchen der Staatsanwaltschaft hob das Parlament am 29. März die Immunität von al-Balkimi auf, um eine Anklage wegen Irreführung der Justiz zu ermöglichen.
Al-Balkimi ist verheiratet.